# Roman Martiniouk
Roman Aleksandrovitch Martiniouk (en russe : Роман Александрович Мартынюк) est un joueur russe de volley-ball né le 13 avril 1987. Il mesure 1,82 m et joue libero.

## Clubs
| Club                    | De        | À         |
| ----------------------- | --------- | --------- |
| Prikame Perm            | 2004-2005 | 2008-2009 |
| Gazprom-Iourga Sourgout | 2009-2010 | 2011-2012 |
| Iskra Odintsovo         | 2012-2013 | 2012-2013 |
| Fakel Novy Ourengoï     | 2013-2014 | ...       |

## Palmarès

### Club et équipe nationale
- Championnat du monde des moins de 21 ans
  - Finaliste : 2007
- Championnat du monde des moins de 19 ans (1)
  - Vainqueur : 2005
- Championnat d'Europe des moins de 21 ans (1)
  - Vainqueur : 2006

### Distinctions individuelles
- Meilleur libero du Championnat du monde des moins de 21 ans 2007